# HTR High Tech Racing
HTR High Tech Racing é um jogo de corrida de autorama desenvolvido e publicado pela empresa brasileira QUByte Interactive. Lançado inicialmente em 2010 para iOS e posteriormente para Windows, Android, macOS e PlayStation Vita, o jogo oferece uma experiência digital que remete aos autoramas populares nas décadas de 1980 e 1990.

## Jogabilidade
No jogo, os jogadores controlam a aceleração dos carros em pistas que simulam circuitos de autorama, focando no equilíbrio entre velocidade e estabilidade para evitar que os veículos saiam da pista. O jogo apresenta três níveis de dificuldade e 18 pistas com desafios como loopings, rampas e curvas acentuadas. Um editor de pistas permite que os jogadores criem e compartilhem seus próprios circuitos, e há mais de 240 combinações possíveis de personalização dos veículos, incluindo motores, pneus e chassis.

## Desenvolvimento e Recepção
Desenvolvido pelo estúdio paulista QUByte Interactive, fundado em 2009, o jogo alcançou mais de 8 milhões de downloads em suas versões para dispositivos móveis. Em 2014, foi lançada uma versão aprimorada intitulada HTR+ Slot Car Simulation para Windows e macOS, com gráficos melhorados, nova interface e mais pistas.
A versão para PlayStation Vita foi lançada em 17 de novembro de 2015 e recebeu críticas mistas, com uma pontuação média de 53 no Metacritic.

## Ligações Externas
- Site oficial da QUByte Interactive